# Кайова (округ, Колорадо)
Ка́йова (англ. Kiowa County) — округ в штате Колорадо, США. Официально образован в 1889 году. По состоянию на 2010 год, численность населения составляла 1 398 человека.

## География
По данным Бюро переписи США, общая площадь округа равняется 4 625,745 км2, из которых 4 579,125 км2 суша и 18,000 км2 или 1,000 % это водоёмы.

## Население
По данным переписи населения 2000 года в округе проживает 1 622 жителей в составе 665 домашних хозяйств и 452 семей. Плотность населения составляет менее 1,00-го человека на км2. На территории округа насчитывается 817 жилых строений, при плотности застройки менее 1-го строения на км2. Расовый состав населения: белые — 96,12 %, афроамериканцы — 0,49 %, коренные американцы (индейцы) — 1,11 %, азиаты — 0,06 %, гавайцы — 1,42 %, представители других рас — 0,80 %, представители двух или более рас — 0,00 %. Испаноязычные составляли 3,14 % населения независимо от расы.
В составе 28,90 % из общего числа домашних хозяйств] проживают дети в возрасте до 18 лет, 57,60 % домашних хозяйств] представляют собой супружеские пары проживающие вместе, 6,60 % домашних хозяйств] представляют собой одиноких женщин без супруга, 32,00 % домашних хозяйств] не имеют отношения к семьям, 29,80 % домашних хозяйств состоят из одного человека, 15,20 % домашних хозяйств] состоят из престарелых (65 лет и старше), проживающих в одиночестве. Средний размер домашнего хозяйства составляет 2,40 человека, и средний размер семьи 2,97 человека.
Возрастной состав округа: 25,90 % моложе 18 лет, 7,30 % от 18 до 24, 24,70 % от 25 до 44, 24,60 % от 45 до 64 и 24,60 % от 65 и старше. Средний возраст жителя округа 40 лет. На каждые 100 женщин приходится 100,00 мужчин. На каждые 100 женщин старше 18 лет приходится 97,40 мужчин.
Средний доход на домохозяйство в округе составлял 30 494 USD, на семью — 35 536 USD. Среднестатистический заработок мужчины был 26 136 USD против 18 897 USD для женщины. Доход на душу населения составлял 16 382 USD. Около 9,60 % семей и 12,20 % общего населения находились ниже черты бедности, в том числе — 11,50 % молодёжи (тех, кому ещё не исполнилось 18 лет) и 13,80 % тех, кому было уже больше 65 лет.